# National Instruments
National Instruments ist ein US-amerikanisches Unternehmen aus Austin, Texas, welches Hard- und Software herstellt. National Instruments wird an der US-amerikanischen Elektronikbörse NASDAQ unter der Abkürzung NATI gehandelt. Die Produkte von National Instruments helfen Ingenieuren und Wissenschaftlern, Mess-, Prüf-, Steuer-, Regel- und Embedded-Anwendungen zu entwickeln, zu prototypisieren und zu implementieren.
Am 11. Oktober 2023 gab Emerson bekannt, die Übernahme von  NI abgeschlossen zu haben.

## Konzept der virtuellen Instrumente
Als bahnbrechende Weiterentwicklung in der Software gilt das Konzept der virtuellen Instrumente.
„Von einem virtuellen Instrument spricht man, wenn aus einem Standard-Personalcomputer durch geeignete Software im Zusammenspiel mit entsprechender Mess-Hardware auf die Messaufgabe zugeschnittene Messsysteme geschaffen werden, die sonst nur einem auf die Messaufgabe ausgerichteten Stand-alone-Messgerät vorbehalten sind.“

## NI LabVIEW als grafische Entwicklungsumgebung
Diesem Konzept liegt die Software NI LabVIEW  zugrunde, die eine universell einsetzbare und benutzerspezifisch anpassbare Software-Engineering-Plattform bietet.
Im Gegensatz zu klassischen textbasierten Programmierwerkzeugen bietet LabVIEW eine grafische Entwicklungsumgebung und gibt Entwicklern die Möglichkeit zur grafischen Programmierung mit Hilfe der Programmiersprache G.

## Graphical System Design
Der Ursprung des Graphical System Design geht auf die Konzipierung von LabVIEW als Systemdesignsoftware zurück. Der Ansatz des Graphical System Design ist die methodische Grundlage, um Mess-, Steuer-, Regel- und Embedded-Systeme schnell zu entwickeln.
Daraus ergeben sich für den Forscher verschiedene Untersuchungsmöglichkeiten, ohne dass er übermäßig viel Zeit darauf verwenden muss, ein System von Grund auf neu zu erstellen, nur um das richtige Messgerät für die Erforschung eines physikalischen Phänomens zu erhalten. Graphical System Design gestattet es ihm, schneller zum Ergebnis zu kommen, egal, ob er im CERN Atome miteinander kollidieren lässt oder an der Entwicklung von Krebserkennungssystemen der nächsten Generation arbeitet.
Über viele verschiedene Disziplinen hinweg – sei es Atomforschung, Biomedizin, Kernfusion oder anspruchsvolle Robotik – nutzen Forscher und Wissenschaftler den Ansatz des Graphical System Design.

## Produkte

### Software
- NI LabVIEW ist eine grafische Entwicklungsumgebung mit der sogenannte Virtuelle Instrumente (VI) erzeugt werden können, die aus einem Frontpanel (grafische Benutzeroberfläche) und einem Blockdiagramm (grafische Repräsentation der Programmlogik) bestehen.
- NI LabWindows/CVI ist eine ereignisorientierte ANSI-C-Programmierumgebung. LabWindows/CVI nutzt die gleichen Bibliotheken und Programmierwerkzeuge wie LabVIEW. Die Software richtet sich an Entwickler, die mit textorientierten Programmiersprachen wie Java, C oder Python vertraut sind und Benutzeroberflächen erstellen wollen.
- NI Measurement Studio ist eine Sammlung von Messwerkzeugen, die speziell für Programmierer der Versionen Visual Studio 2010, 2008 und 2005 entwickelt wurde. Die Software bietet Mess- und Automatisierungsklassen sowie Windows- und Web-Forms-Bedienelemente für Visual Basic .NET und Visual C#.
- NI TestStand ist eine Entwicklungsumgebung für automatisierte Mess- und Prüfsysteme. In einer Prüfsequenz werden verschiedene Schritte der Reihe nach ausgeführt und am Ende ein Bericht erstellt. Die Prüfschritte können in verschiedenen Sprachen, unter anderem auch LabVIEW oder LabWindows/CVI, geschrieben werden und ihre Abarbeitungsreihenfolge kann sich der Ausgabe der Prüfschritte entsprechend anpassen.
- NI DIAdem ist eine Software zur Verwaltung, Auswertung und Darstellung von Messdaten. Dabei können Berichte und Auswertungen basierend auf einer Vielzahl vorgefertigter Funktionen erstellt werden und das Ergebnis in Diagrammen oder Tabellen dargestellt werden.
- NI Multisim ist eine CAD-Software, welche neben der reinen Erstellung von Schaltplänen und Schaltkreisen auch deren Arbeitsweise simulieren kann.
- NXT-G ist eine Standard-Programmiersoftware für Lego Mindstorms, mit Hilfe derer junge Einsteiger an die grafische Programmierung herangeführt werden können.

### Hardware
- PXI ist eine Weiterentwicklung der Standards PCI und CompactPCI (cPCI) für die Mess- und Automatisierungstechnik.
- NI CompactDAQ ist ein modulares Datenerfassungssystem, das über USB, LAN oder WLAN mit einem Computer verbunden wird. Je nach Messtyp werden dann spezielle Module verwendet, die bereits über integrierte Signalkonditionierung verfügen.
- NI CompactRIO ist ein Steuer- und Regelsystem mit einem Metallgehäuse, dessen Basis ein Echtzeitbetriebssystem und ein FPGA bilden und das demzufolge autark betrieben werden kann.